# Дискография Girlicious
Дискография американской поп-группы Girlicious состоит из двух студийных альбомов и пяти синглов. В официальную дискографию также можно внести ряд песен, не вышедших в качестве синглов, но, тем не менее, снискавших успех в чартах.
Их дебютный альбом был выпущен в Канаде 12 августа 2008 и позже переиздан в «Deluxe Edition» в декабре 2008. Альбом достиг 2 строки в Canadian album chart, уступив Jonas Brothers. Girlicious получили Платиновую сертификацию в Канаде по данным CRIA за 80 тысяч проданных копий. Три трека были выпущены как синглы: Like Me, Stupid Shit и Baby Doll.
В начале 2010 года группа подписала контракт с «Universal Music Group». 22 ноября 2010 года в Канаде был выпущен второй альбом «Rebuilt», на основе которого группа выпустила четыре сингла: «Over You», «Maniac», «2 in the Morning» и «Hate Love».

## Альбомы
| Год  | Название                                 | Позиции в чарте | Продажи и сертификации                                             |
| Год  | Название                                 | CAN             | Продажи и сертификации                                             |
| ---- | ---------------------------------------- | --------------- | ------------------------------------------------------------------ |
| 2008 | Girlicious - Формат: CD,Digital Download | 2               | - Сертификация по данным CRIA: Платина - Продажи в Канаде: 80,000+ |
| 2010 | Rebuilt - Форматы: CD,Digital Download   | -               | - Мировые продажи:                                                 |

### EP
| Год  | Информация                                                  |
| ---- | ----------------------------------------------------------- |
| 2008 | Like Me / Stupid Shit - Первый EP - Выпущен: 22 апреля 2008 |

## Синглы
| 2008                                     | «Like Me»     | 4  | 102 | 70 | Girlicious |
| 2008                                     | «Stupid Shit» | 20 | —   | —  | Girlicious |
| 2008                                     | «Baby Doll»   | 55 | —   | —  | Girlicious |
| 2010                                     | «Over You»    | 52 | —   |    |            |
| 2010                                     | «Maniac»      | 74 | —   |    |            |
| «—» означает, что релиз не попал в чарт. |               |    |     |    |            |

### Другие чартовые песни
| Год  | Сингл           | Чартовые позиции | Чартовые позиции | Чартовые позиции | Альбом     |
| Год  | Сингл           | CAN              | U.S.             | U.S. Pop         | Альбом     |
| ---- | --------------- | ---------------- | ---------------- | ---------------- | ---------- |
| 2008 | «Liar Liar»     | 43               | —                | —                | Girlicious |
| 2008 | «Still In Love» | 99               | —                | —                | Girlicious |

## Клипы
| Год  | Песня         | Режиссёр                  |
| ---- | ------------- | ------------------------- |
| 2008 | «Like Me»     | Стив Антин                |
| 2008 | «Stupid Shit» | Робин Антин, Майки Минден |
| 2008 | «Baby Doll»   | Мэтт МакДермитт           |